# Cala Figuera (Santanyí)

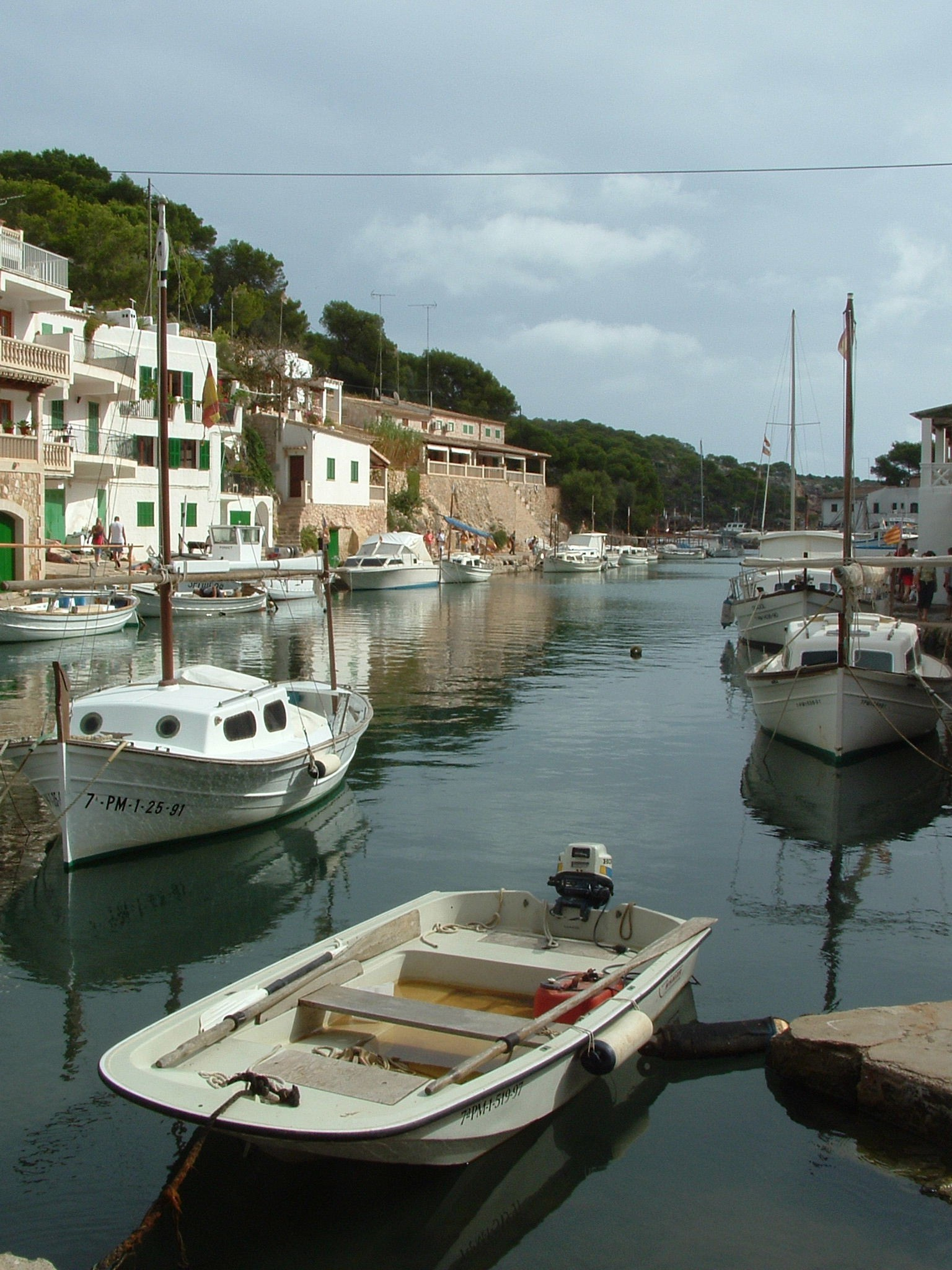
Port de Cala Figuera

Cala Figuera és un llogaret costaner del terme de Santanyí, a Mallorca. El llogaret pren el nom de la cala homònima, de manera que cal distingir entre Cala Figuera com a cala, com a port i com a llogaret.
La cala en si és molt profunda i encaixada, una de les més profundes i estretes de l'Illa. La boca de la cala per mar, entre les puntes de Cala Figuera al Nord i es Morràs al Sud, és de tan sols 400 metres a la part més ampla, reduïts a tan sols 150 d'efectius, per la qual cosa l'entrada per mar és complicada en situacions de temporal de llevant, relativament freqüents a la zona (la cala té una orientació general W-E o NW-SE). Els penya-segats en què s'encaixa fan que la seva entrada per mar sigui realment imponent. Després d'uns 550 metres d'entrada terra endins en forma de S allargada, la cala es bifurca en dos calons, el de la dreta es coneix amb el nom de Caló d'en Boira, d'uns 200 metres, amb la mateixa orientació SE que la resta de la cala, és menys resguardat que l'altre caló, conegut com a Caló d'en Busques, d'uns 250 metres, i més resguardat dels temporals. Al fons d'ambdós calons hi desemboquen els torrents homònims. A la punta de Cala Figuera s'hi troba una torre de defensa, restaurada, en bon estat, la Torre d'en Beu. També hi ha instal·lat un far automàtic, amb codi E-0312.6, de torre octogonal amb bandes blanques i negres alternades, amb un abast de 12 milles i ràfegues de llum blanca cada 3 segons.
Pel que fa al Port de Cala Figuera, és un port públic gestionat per l'Autoritat Portuària de les Illes Balears. El port se situa al Caló d'en Busques i té un petit espigó d'escassos 30 metres, que els vaixells deixen a babord en entrar-hi. El port és un important nucli de pescadors i hi tenen base regular 5 barques de bou, que desembarquen peix cada dia. Hi ha instal·lacions per a la descàrrega i transport del peix fresc i benzina. És freqüent de trobar-hi xarxes i altres estris de pescadors eixugant-se. A part de les barques de bou, hi ha bastants de barques de pesca professional i nombroses petites embarcacions, de tipus llaüt, dels veïns de Santanyí, que sempre han tengut una gran tirada i estimació pel seu port, comunament anomenat sa Cala. El port té poques places, i estan totes ocupades per les petites embarcacions dels veïns. A l'espigó, a la part de fora, hi poden amarrar vaixells passatgers que no hi tenen base, però només en cas de bon temps, i així i tot cal que fondegin. El port d'estén fins al fons del Caló d'en Busques. En casos de temporals del primer quadrant, cal assegurar bé les barques, perquè s'hi produeixen rissagues que de vegades han tengut conseqüències greus, amb nombroses embarcacions enfonsades. Al fons del caló, els canvis en el nivell del mar poden arribar al metre i mig.
Finalment, quant al llogaret de Cala Figuera, cal dir que és un nucli històric de pescadors de Santanyí, vila que ha tengut molta tirada cap al mar per la primor de les seves terres. Històricament, es coneix l'existència de barques de bou des de finals del segle xix, que en aquells temps encara eren empeses pel vent i treballaven per parelles. A mitjans del s. XX s'hi construí l'espigó per resguardar una mica el port, i s'hi construïren passarel·les per comunicar millor els diferents escars dels pescadors. A partir d'aleshores, la cala començà el seu petit procés d'urbanització, sobretot amb xalets integrats entre l'espessa pineda ocupats pels veïns de Santanyí. Tota aquesta urbanització es feu a la banda dreta del Caló d'en Busques, on hi havia el petit nucli primitiu. A poc a poc, la urbanització va anar creixent fins que es produí el gran boom a principis dels 70, amb la urbanització de la marina des Tomarinar, a la part alta de Cala Figuera. S'hi construïren nombrosos xalets i alguns petits hotels, amb poca ocupació per les dificultats que la cala ofereix per al bany. Alhora, el petit Caló d'en Boira també patia algunes petites mostres d'urbanització. Tot i això, la urbanització no ha estat desmesurada. Recentment, s'han començat a edificar apartaments a la zona on hi havia el conegut "Hotel Cala Figuera", ara derruït. Al costat d'aquest hotel, sobre es Morràs, punta dreta de la Cala, s'hi situa la coneguda residència d'estiu de la família Nigorra, propietària del Banc de Crèdit Balear, i històricament arrelada a Santanyí.
El nucli celebra les seves festes patronals el dia de la Mare de Déu del Carme, dia 16 de juliol. S'hi celebren diversos actes culturals, lúdics i religiosos, que culminen amb una animada processó marítima, en què els veïns ornen les seves barques, i s'hi fa un concurs en què es premia la barca més ben endiumenjada.
Finalment, cal dir que el nucli constituït pel port i les antigues casetes i escars dels pescadors, que neixen de dins l'aigua, han estat motiu d'inspiració per a nombrosíssims pintors, que han pintat la cala des de tots els angles possibles, entre els quals destaquen, sobretot, els famosos Bernareggi i Bússer. En l'actualitat també hi viuen pintors com Atelier Camargo i Gomis.
La cala també fou residència habitual del conegut poeta santanyiner Blai Bonet, que n'estava enamorat. Li dedicà nombrosos versos, impressionat per les varietats de colors de la cala. Fins i tot té poemes sencers dedicats a la Cala i al Caló d'en Boira, recollits dins el seu llibre "el Color".